# Soumaila Samake
Soumaila Samake (Bougouni, 18 marzo 1978) è un ex cestista maliano, professionista nella NBA, in Europa e in Asia.

## Carriera
È stato selezionato dai New Jersey Nets al secondo giro del Draft NBA 2000 (36ª scelta assoluta).

## Palmarès
- Miglior stoppatore IBL (2000)